# Фатутака

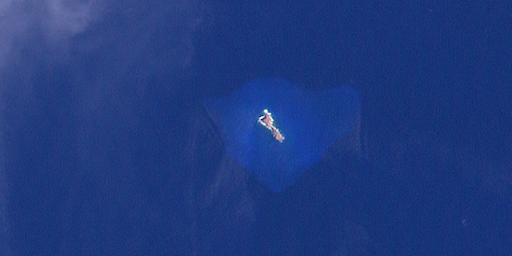
Зображення острова Фатутака у Landsat

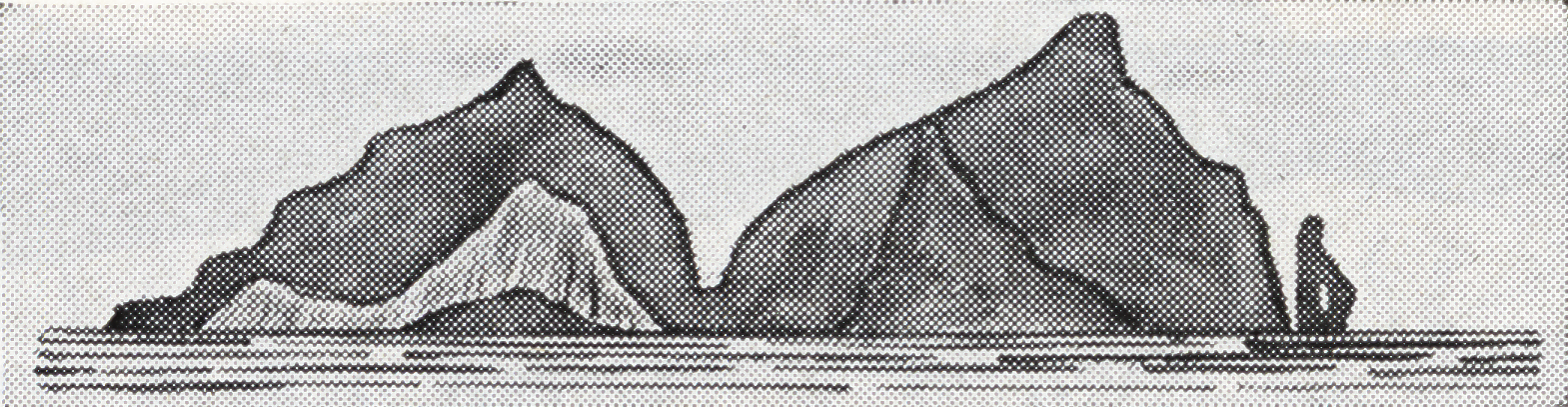
Малюнок 1943, що зображує вид острова зі сходу з відстані 12 км.

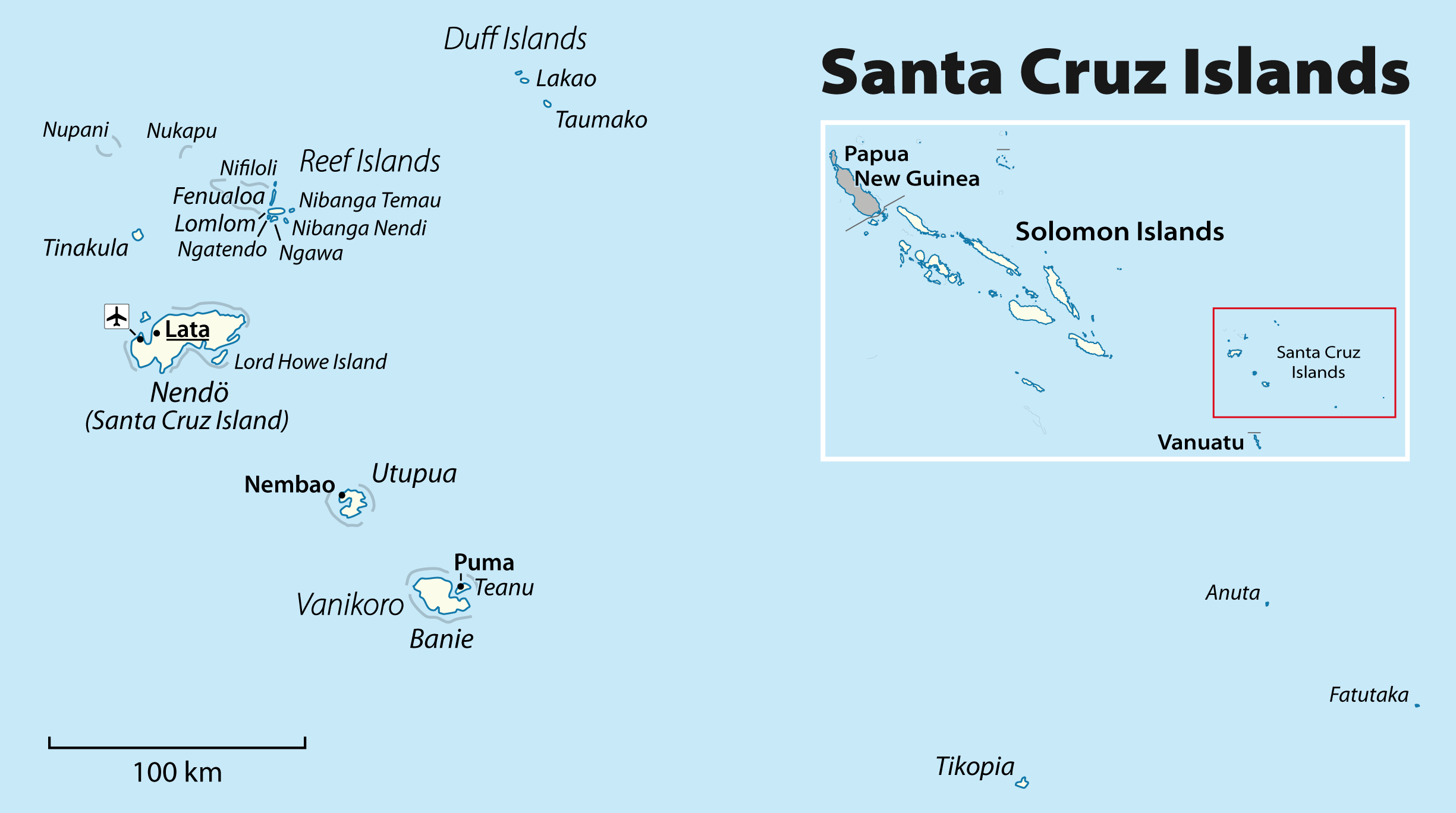

Фатутака, Фату Така або Пату Така (також відомий під назвами Фатака та острів Мітре) малий вулканічний острів  розташований в південно-західній частині Тихого океану. Фатутака входить до провінції Темоту Соломонових островів, і є крайнім східним островом цієї країни. Острів знаходиться в 48 кілометрах на південний схід від острова Анута, звідки його можна побачити в ясну погоду.
Фатутака та Анута були відкриті адміралом Едвардом Едвардсом у 1791.
Географічні координати острова: 12°00′36″ пд. ш. 170°10′12″ сх. д. / 12.01000° пд. ш. 170.17000° сх. д.. Це невеликий безлюдний скелястий острів, з найвищою точкою 122 метри над рівнем моря. Загальна площа острова становить 18 гектарів.

## Людська діяльність
Острів має кам'янистий і не родючий ґрунт, попри це в минулому острів використовувався мешканцями Анути (який є найближчим населеним островом) для садівництва.
Мешканці Анути регулярно відвідують Фатутаку та полюють тут на морських платхів і збирають їх яйця.
Птахи острова Фатутака ніколи на вивчалися, існують лише окремі повідомлення про наявність тут фрегатів, деяких видів голубів та ін.

## Геологія
Фатутака, так само як і Анута, утворився близько 2 мільйонів років тому в результаті вулканічних процесів.  Обидва острови складаються з базальтних лав та андезитних брекчій.